# Póchalak
A póchalak (Umbra) a csontos halak (Osteichthyles) főosztályába, a sugarasúszójú halak (Actinopterygii) osztályába, valódi csontoshalak (Teleostei) alosztályágába, a csukaalakúak (Esociformes) rendjébe tartozó nem.

## Leírása
Pikkelyzetük a fejre is kiterjed, oldalvonaluk nincs, de kisegítő légzőszervvel rendelkeznek. A póchalak európai képviselője a lápi póc és a hozzá legközelebb álló két rokon faj az Amerikai póc és az Amerikai kutyahal hasonlóan kis elterjedési területtel Észak-Amerika különböző pontjain élnek. Az U. pygmea fajt mint akváriumi halat 1898-ban hozták be Németországba. Sikeres honosítása kapcsán kisebb szigetszerű állománya megtalálható Franciaország középső vidékén és Észak-Németországban.

### A nembe tartozó fajok
- Umbra krameri – Lápi póc
- Umbra limi – Amerikai póc
- Umbra pygmaea – Amerikai kutyahal

### Galéria
| Lápi póc | Amerikai póc | Amerikai kutyahal |
| -------- | ------------ | ----------------- |
|          |              |                   |